# متیل‌سیکلوپنتان
متیل‌سیکلوپنتان (به انگلیسی: Methylcyclopentane) یک ترکیب شیمیایی با شناسه پاب‌کم ۷۲۹۶ است. شکل ظاهری این ترکیب، مایع بی‌رنگ است.